# 彭金隆
彭金隆（1965年3月1日～），臺灣新竹縣竹東鎮客家人出身的行政官員，現任金融監督管理委員會主任委員。出身農家子弟，喜歡種田，從基層的財政部科員、秘書做到內閣閣員。曾任實踐大學風險管理與保險學系主任，實踐大學財務金融與保險研究所所長，國立政治大學風險管理與保險學系教授、系主任，國立政治大學商學院參與式教學與研究發展辦公室主任，財團法人汽車交通事故特別補償基金監察人，財團法人繼耘保險文教基金會董事，金融消費評議中心董事、評議委員。畢業於國立政治大學會計學系、國立政治大學保險研究所、國立政治大學企業管理(學)系博士
。